# Joe Duplantier

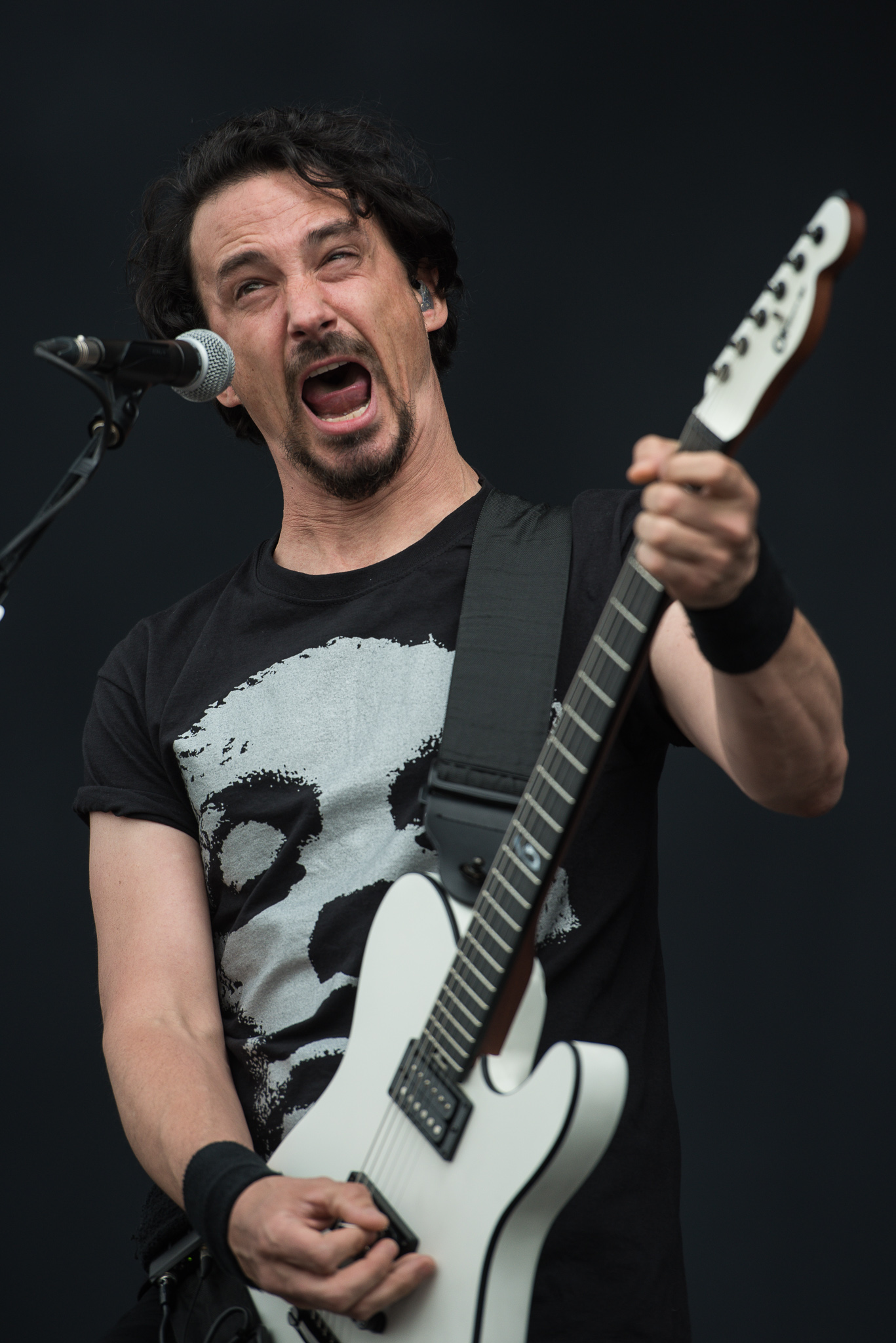
Joe Duplantier live im Jahr 2017

Joseph „Joe“ Duplantier (* 19. Oktober 1976) ist ein französischer Musiker aus Bayonne. Er ist Gitarrist und Sänger der Band Gojira und war als Bassist bei Cavalera Conspiracy tätig.

## Musik
Joe Duplantiers Einflüsse schließt Bands wie Meshuggah, Metallica, Morbid Angel und Sepultura ein.
Er spielte außerdem von 1999 bis 2004 in einer Band namens Empalot.
Max Cavalera und Igor Cavalera fragten ursprünglich Jean-Michel Labadie, Bassist von Gojira, den Posten des Bassisten bei Cavalera Conspiracy zu besetzen. Da Labadie jedoch nicht zusagte, besetzte Duplantier diesen Posten. Joe Duplantier machte klar, dass Gojira sein Hauptprojekt sei, wodurch er kaum mit Cavalera Conspiracy auf Tour gehen konnte. Im Jahr 2008 wurde Duplantier durch Johny Chow ersetzt und wirkte auch nicht mehr an dem zweiten Album namens Blunt Force Trauma mit.

## Persönliches
Joe Duplantier war mit seinem Bruder Mario Duplantier bisher an zwei Projekten beteiligt: Gojira und Empalot.
Viele Lieder von Gojira spiegeln Duplantiers persönliche Überzeugungen zur Erhaltung der Umwelt wider. Er ist Mitglied der Naturschutzorganisation Sea Shepherd Frankreich sowie der  Captain Paul Watson Foundation.

## Equipment
Joe Duplantier setzt folgendes Equipment ein:
Gitarren
- Charvel Pro-Mod SD S2HH (eigenes Signature Model)
- Jackson SLS Guitar
- Fender Telecaster (für einige Liveauftritte)
- Gibson Flying V (während des Sonisphere Festivals in Amnéville, Frankreich)

Verstärker und Lautsprecher
- EVH 5150 III Amplifier Head
- EVH 5150 III 4x12 Cab

Pedale
- Boss TU-2
- Noise Suppressor

Weitere Ausstattung
- Dunlop .88 millimeter tortex picks
- DiMarzio ClipLock black strap

## Diskografie

### Gojira
als Godzilla
- Victim (Demo, 1996)
- Possessed (Demo, 1997)
- Saturate (Demo, 1999)
- Wisdom Comes (Demo, 1999)

als Gojira
- Terra Incognita (Album, 2000)
- Maciste Al Inferno (EP, 2003)
- The Link (Album, 2003)
- Indians (Single, 2003)
- The Link Alive (Live, 2004)
- From Mars to Sirius (Album, 2005)
- The Way of All Flesh (Album, 2008)
- L’Enfant Sauvage (Album, 2012)
- Magma (Album, 2016)
- Fortitude (Album, 2021)

### Cavalera Conspiracy
- Sanctuary (Single, 2008)
- Inflikted (Album, 2008)

### Empalot
- Brout (Demo, 1999)
- Tous aux Cèpes (Album, 2001)
- En Concert (Live, 2004)

### Als Gast- oder Sessionmusiker
- Eros & Thanatos von Manimal (auf „Dead Meat“) (Album, 2004)
- Through the Absurd von Trepalium (auf „Sauvage“) (Album, 2004)
- Contraires von MyPollux (auf „Coffre à Souhaits“) (Album, 2006)
- Demi Deuil von Aygghon (auf „La Terre Dolente“) (Album, 2006)
- All Seeing Eyes von Klone (auf „All Seeing Eyes“) (Album, 2008)
- For Death, Glory and the End of the World von Kruger (auf „Muscle“) (Album, 2009)
- 7th Symphony von Apocalyptica (auf „Bring Them to Light“) (Album, 2010)
- Deconstruction von Devin Townsend (auf „Sumeria“, zusammen mit Paul Masvidal von Cynic) (Album, 2011)